# Diaporthe oxyspora
Diaporthe oxyspora är en svampart som först beskrevs av Peck, och fick sitt nu gällande namn av Pier Andrea Saccardo 1882. Diaporthe oxyspora ingår i släktet Diaporthe och familjen Diaporthaceae.   Inga underarter finns listade i Catalogue of Life.